# Juha Laukkanen
Juha Laukkanen (født 6. januar 1969 i Pielavesi) er en tidligere finsk spydkaster.
Han er nok mest kendt for i 1994 med sit spyd at have ramt en funktionær i armen under Bislett Games. Han deltog i sydkastkonkurrencen under Sommer-OL 1992, hvor han blev placeret som nummer 6.
Under VM i atletik 2001 gjorde han sig også meget bemærket, da han viste en Hitler-hilsen til konkurrenten Boris Henry. Han heilede med højre arm og imiterede Hitlers overskæg med venstre arm. Laukkanen beklagede efterfølgende episoden, og præciserede at han ikke er nazist, og at det hele havde været en spøg. Dette var Laukkanens første VM, hvor hans bedste kast i øvrigt ikke var tilstrækkeligt til at sende ham i finalen.